# Bacino di ablazione

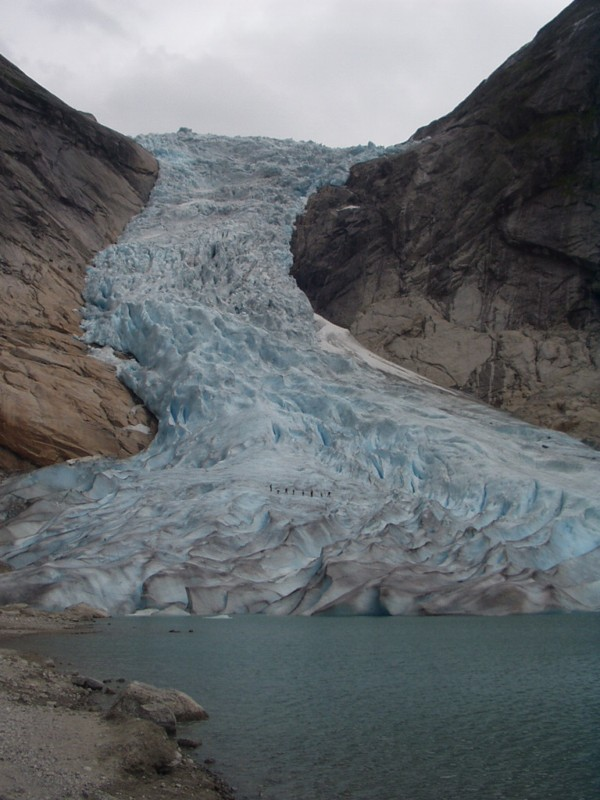
Zona di ablazione del ghiacciaio Briksdalsbreen in Norvegia

Il bacino di ablazione è la zona di un ghiacciaio dove si ha ablazione cioè perdita di ghiaccio per fusione,  evaporazione, sublimazione o per distacco di masse.
 
Il fenomeno che influenza maggiormente la perdita di ghiaccio è generalmente la fusione, ma in alcuni ghiacciai anche il distacco di iceberg assume un ruolo fondamentale. Spazialmente la zona di ablazione può essere identificata con la parte di ghiacciaio che risiede sotto la linea di equilibrio. È inoltre in questa zona che avviene la deposizione dei sedimenti glaciali.